# Polska Formuła Easter Sezon 1991
1991 – siedemnasty sezon Polskiej Formuły Easter. Był rozgrywany w ramach WSMP jako klasa E5. Składał się z sześciu eliminacji. Mistrzem został Jacek Szmidt (MTX 1-06).

## Kalendarz wyścigów
| Runda | Data            | Tor    | Pole position       | Najszybsze okrążenie | Zwycięzca (kierowcy) | Zwycięzca (zespoły)           |
| ----- | --------------- | ------ | ------------------- | -------------------- | -------------------- | ----------------------------- |
| 1     | 19 maja         | Poznań | Krzysztof Wodziński | ?                    | Krzysztof Wodziński  | Autoklub Rzemieślnik Warszawa |
| 2     | 15 czerwca      | Kielce | Jacek Szmidt        | ?                    | Aleksiej Warawin     | DOSAAF Kijów                  |
| 3     | 14 lipca        | Poznań | Jacek Szmidt        | ?                    | Jacek Szmidt         | Automobilklub Toruński        |
| 4     | 8 września      | Toruń  | Krzysztof Wodziński | ?                    | Jacek Szmidt         | Automobilklub Toruński        |
| 5     | 28 września     | Kielce | Mariusz Podkalicki  | ?                    | Jacek Szmidt         | Automobilklub Toruński        |
| 6     | 13 października | Poznań | Krzysztof Wodziński | ?                    | Mariusz Podkalicki   | Automobilklub Szczeciński     |

## Klasyfikacja kierowców
| Legenda oznaczeń w tabelach wyników Wyświetl szablon na nowej stronie | Legenda oznaczeń w tabelach wyników Wyświetl szablon na nowej stronie                                                                     |
| Oznaczenie                                                            | Wyjaśnienie |
| --------------------------------------------------------------------- | --- |
| Złoty                                                                 | Zwycięzca lub mistrzostwo |
| Srebrny                                                               | 2. miejsce lub wicemistrzostwo |
| Brązowy                                                               | 3. miejsce lub II wicemistrzostwo |
| Zielony                                                               | Ukończył, punktował (w klasyfikacji generalnej, gdy zdobył co najmniej jeden punkt na przestrzeni sezonu, poza trzema powyższymi opcjami) |
| Niebieski                                                             | Ukończył, nie punktował (w klasyfikacji generalnej, gdy nie zdobył co najmniej jednego punktu na przestrzeni sezonu)                      |
| Czerwony                                                              | Nie zakwalifikował się (NZ) |
| Czerwony                                                              | Nie prekwalifikował się (NPK) |
| Różowy                                                                | Nie ukończył (NU) |
| Różowy                                                                | Niesklasyfikowany (NS) (w klasyfikacji generalnej, gdy nie został sklasyfikowany w żadnym wyścigu sezonu)                                 |
| Czarny                                                                | Zdyskwalifikowany (DK) |
| Czarny                                                                | Wykluczony (WYK/EX) |
| Biały                                                                 | Nie wystartował (NW) |
| Biały                                                                 | Kontuzjowany (K/INJ) |
| Biały                                                                 | Wyścig odwołany (OD/C) |
| Bez koloru                                                            | Został wycofany (WYC/WD) |
| Bez koloru                                                            | Nie przybył (NP/DNA) |
| Bez koloru                                                            | Nie brał udziału w treningach (NT/DNP) |
| Bez koloru                                                            | Nie został zgłoszony (–) |
| Pogrubienie                                                           | Start z pole position |
| Kursywa                                                               | Najszybsze okrążenie wyścigu |
| †                                                                     | Nie ukończył, ale jego rezultat został zaliczony ze względu na przejechanie więcej niż 90% dystansu wyścigu.                              |
| *                                                                     | Sezon w trakcie |
| 1/2/3                                                                 | Punktowana pozycja w sprincie kwalifikacyjnym                                                                                             |
| Lista systemów punktacji Formuły 1                                    | |

| Poz.                                          | Kierowca              | Zespół                        | POZ | POZ | KIE | TOR | KIE | POZ | Punkty |
| --------------------------------------------- | --------------------- | ----------------------------- | --- | --- | --- | --- | --- | --- | ------ |
| 1                                             | Jacek Szmidt          | Automobilklub Toruński        | 3   | NW  | 1   | 1   | 1   | 10  | 108    |
| 2                                             | Krzysztof Wodziński   | Autoklub Rzemieślnik Warszawa | 1   | 10  | 2   | NU  | 2   | 3   | 93     |
| 3                                             | Robert Gajór          | Automobilklub Morski          | -   | 4   | 7   | 2   | 3   | 11  | 79     |
| 4                                             | Andrzej Wodziński     | Autoklub Rzemieślnik Warszawa | 4   | 2   | 9   | NU  | NU  | 5   | 68     |
| 5                                             | Mariusz Podkalicki    | Automobilklub Szczeciński     | 13  | 6   | 3   | 11  | NU  | 1   | 68     |
| 6                                             | Tomasz Jeromin        | Automobilklub Radomski        | 6   | 5   | 5   | NU  | 6   | 19  | 60     |
| 7                                             | Grzegorz Kamiński     | Automobilklub Toruński        | -   | -   | 6   | 3   | 5   | -   | 45     |
| 8                                             | Paweł Mickiewicz      | Autoklub Rzemieślnik Warszawa | 12  | NU  | 10  | 8   | 8   | 13  | 41     |
| 9                                             | Marek Nowak           | Autoklub Rzemieślnik Warszawa | 14  | 9   | 12  | -   | -   | 9   | 33     |
| 10                                            | Janusz Sączyński      | Automobilklub Morski          | NU  | 8   | 14  | 4   | -   | NU  | 30     |
| 11                                            | Andrzej Grabowski     | Automobilklub Morski          | 8   | NU  | 13  | NU  | 7   | 20  | 26     |
| 12                                            | Jerzy Fontański       | Automobilklub Częstochowski   | NU  | 11  | 15  | 12  | -   | 12  | 25     |
| 13                                            | Adam Sowa             | Autoklub Rzemieślnik Warszawa | 7   | 7   | -   | -   | -   | -   | 24     |
| 14                                            | Jarosław Podsiadło    | Automobilklub Kielecki        | 9   | 12  | 16  | NU  | NU  | 14  | 23     |
| 15                                            | Robert Brząkalski     | Automobilklub Wielkopolski    | -   | -   | -   | 7   | -   | 15  | 19     |
| 16                                            | Andrzej Fontański     | Automobilklub Częstochowski   | -   | -   | 17  | 9   | 10  | -   | 17     |
| 17                                            | Tytus Tuszyński       | Autoklub Rzemieślnik Warszawa | 5   | NU  | -   | -   | -   | -   | 15     |
| 18                                            | Władysław Starkowski  | Automobilklub Dolnośląski     | 15  | -   | -   | 10  | -   | 18  | 13     |
| 19                                            | Przemysław Walknowski | Automobilklub Szczeciński     | NU  | 13  | 11  | NU  | -   | -   | 12     |
| 20                                            | Jarosław Soszyński    | Automobilklub Morski          | -   | NU  | -   | 13  | 11  | -   | 11     |
| 20                                            | Witold Witkowski      | Automobilklub Szczeciński     | 11  | -   | NU  | -   | -   | 16  | 11     |
| 22                                            | Piotr Kaźmierczak     | Automobilklub Krakowski       | -   | -   | -   | -   | 9   | -   | 8      |
| 23                                            | Marek Kusiak          | Automobilklub Śląski          | 10  | -   | -   | -   | -   | -   | 7      |
| 23                                            | Marek Kusiak          | Automobilklub Śląski          | -   | -   | -   | -   | -   | -   | 7      |
| 24                                            | Marek Szymczyk        | Autoklub Rzemieślnik Warszawa | -   | -   | -   | -   | -   | 17  | 4      |
| 25                                            | Jarosław Sowala       | Automobilklub Kaliski         | 6   | -   | NU  | -   | -   | -   | 1      |
| Kierowcy niedopuszczeni do zdobywania punktów |                       |                               |     |     |     |     |     |     |        |
| NS                                            | Aleksiej Warawin      | DOSAAF Kijów                  | -   | 1   | 4   | -   | -   | -   | 0      |
| NS                                            | Edgard Lindgren       | MADI                          | 2   | -   | -   | -   | -   | -   | 0      |
| NS                                            | Siergiej Odincow      | DOSAAF Moskwa                 | -   | -   | -   | -   | -   | 2   | 0      |
| NS                                            | Aleksandr Łapkowskij  | DOSAAF Mińsk                  | -   | 3   | -   | -   | -   | -   | 0      |
| NS                                            | Gieorgij Malanczik    | Azot Grodno                   | -   | -   | -   | -   | 4   | 4   | 0      |
| NS                                            | Lew Oganiesow         | DOSAAF Briańsk                | -   | -   | -   | 5   | -   | ?   | 0      |
| NS                                            | Jaak Kuul             | STK Talleks                   | -   | -   | -   | 6   | -   | -   | 0      |
| NS                                            | Peter Rief            |                               | -   | -   | 8   | -   | -   | -   | 0      |